# 敦煌莫高國際機場
敦煌莫高國際機場是一個中國機場，位於甘肅省敦煌市莫高镇，距敦煌市中心12.7公里。是国内重要的旅游支线机场，也是新疆乌鲁木齐天山国际机场的主要备降机场和亚欧航路迫降机场。截止2021年，该机场与13家航空公司建立业务往来，运营航线28条，通达国内16个城市 。2020年，“敦煌机场”更名为“敦煌莫高国际机场”，标志着敦煌机场正式跨入国际机场行列，成为国内继义乌机场、满洲里机场之后第三个县级市国际机场。2023年該機場之旅客流量為1,223,490人次。

## 历史

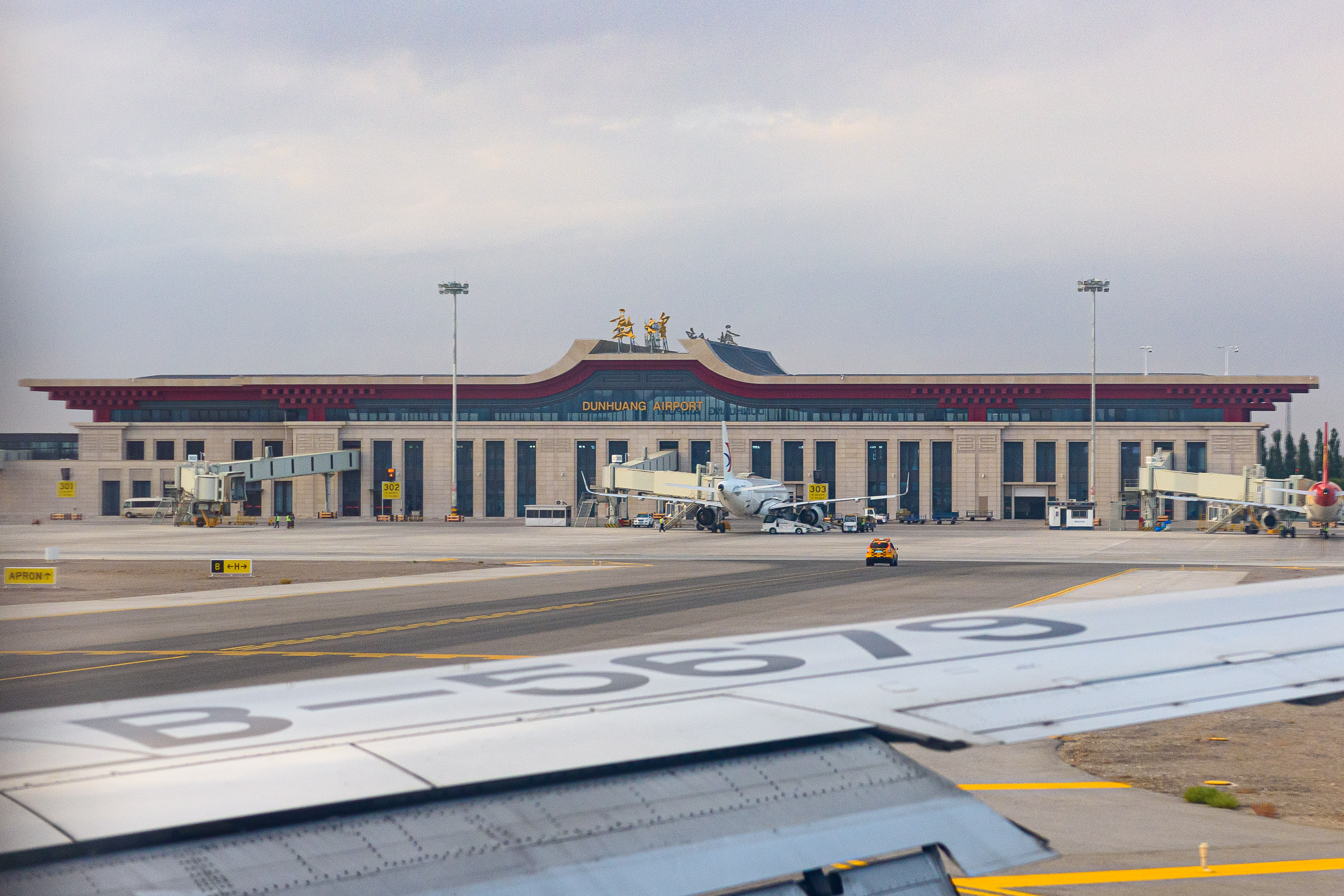
敦煌机场3号航站楼空侧

1982年1月19日，中国民用航空局批复了民航兰州管理局《关于修建敦煌机场的报告》，以满足敦煌“开展旅游和当地油田的建设等对航空的迫切需要”，将敦煌机场列入1982年建设计划，唯因基建投资较为紧张（控制在人民币300万元之内），该年先行按使用安-24类机型的要求修建场道及必要的通讯设备等安全保障设施:32。同年2月21日，敦煌县政府《敦政发［1982］14号》公文批复，将戈壁地1968.6市亩无偿划拨民航修建机场。1982年7月31日，敦煌机场已建成一条长1800米、宽30米的跑道，长80米、宽18米的联络道、长110米、宽60米的两个停机坪等基本具备通航最低需要的设施，飞行区等级为3C级，当天由编号B-3424的安-24型飞机试航成功，但当时并没有修建候机室和塔台，旅客只能在车库中候机，指挥人员也只能站在通信车顶或者在房顶上指挥飞机起降:34。但由于投资有限、工期紧张，敦煌机场投运后不到两年即遭遇了盐胀、鼓包、龟裂问题，导致甘肃省政府和民航局不得不决定于1987年对跑道展开大修:35。
1984年，敦煌机场建成一间60平方米的机务工作间，以及45平方米的油机房。1986年-1987年，敦煌机场进行第一次改扩建，建成1780平方米候机室，跑道向东延长至2200米，还安装了夜航灯光:35。可载90名旅客的BAE146型飞机于1987年8月7日首航兰州-敦煌成功。
为了方便中外旅客到敦煌旅游，北京至敦煌的航线于1988年3月17日正式通航。1988年6月1日正式开通西安-敦煌-北京旅游包机航线。同年，敦煌机场家属楼建成:34。
然而多次抢修仍然无法根治旧跑道的盐胀问题，与此同时敦煌旅游事业正不断发展，甘肃省人民政府与民航总局为此于20世纪90年代中前期商定将敦煌机场原跑道废弃，另建可供波音737、波音757和图-154起降的新跑道。1994年9月30日，国家计委发布《国家计委关于甘肃敦煌民用机场改扩建工程项目建议书的批复》:37。1997年12月，中国民航机场建设总公司和中国民航机场规划设计研究总院共同完成了《敦煌机场改扩建工程可行性研究修改报告》，该报告显示，敦煌机场新跑道定位以原跑道西端中点为固定点，将跑道顺时针旋转6度，然后向南平移200米，作为新跑道中心线，再向东平移190米为新跑道西端点，跑道长度2800米，宽45米:38。1999年12月28日，敦煌机场第二次改扩建工程开工建设。2001年9月7日，新跑道成功试飞，2002年8月18日，新航站楼投入使用，扩建工程正式完工。扩建后机场等级由3C提高到4C，站坪机位5个。
2007年进行站坪扩建，原站坪东侧新建2个C类机位，于2008年7月24日通过验收。
2013年11月8日敦煌机场新一期扩建工程正式启动。扩建工程按照2020年旅客吞吐量96万人次、货邮吞吐量500吨设计，新建6000平方米的航站楼，并改造已有航站楼；扩建停车场5500平方米，站坪46700平方米（增加6个机位）。
2016年1月1日，敦煌机场第四次扩建工程正式开工建设，7月19日完成非民航工程，8月10日完成民航设备安装调试，8月15日通过初步验收，8月18日顺利通过竣工验收，8月31日顺利转场投入试运行。2017年3月15日至5月25日，敦煌机场因飞行区扩建而暂时停航。
改扩建后，新建的T3航站楼建筑面积达12,198平方米；现有T2航站楼改造为国际候机楼，建筑面积由4,383平方米扩建为5,182平方米；飞行区等级由4C提升到4D，跑道长度由原来的2800米向东延长至3400米，设计年旅客吞吐量由30万人次提高到96万人次，年货邮吞吐量达到1,700吨。2017年8月17日，敦煌机场3400米跑道启用。
2020年5月27日正式更名为敦煌莫高国际机场，成为中国继义乌机场、满洲里西郊机场之后第三个县级市国际机场。

## 航空公司與航点
2025夏秋航季

### 境内
| 航空公司     | 目的地                                        |
| ------------ | --------------------------------------------- |
| 中国东方航空 | 蘭州、北京/大兴、西宁、茫崖、南京、合肥、西安 |
| 中国國際航空 | 蘭州、北京/首都、武汉                         |
| 天津航空     | 重庆、烏魯木齊                                |
| 春秋航空     | 蘭州、上海/虹桥                               |
| 四川航空     | 蘭州、成都/天府、杭州、昆明、西宁             |
| 成都航空     | 成都/天府、西安、吐鲁番、长沙                 |
| 华夏航空     | 蘭州、重庆、嘉峪关、哈密、库尔勒、张掖        |

### 境外
| 航空公司   | 目的地           |
| ---------- | ---------------- |
| 香港航空   | 香港             |
| 大灣區航空 | 香港（旅遊包機） |